# Cécile Haussernotová
Cécile Haussernotová (* 22. října 1998) je francouzská šachistka s titulem mezinárodní mistryně (Woman International Master, WIM). V dívčí věkové kategorii byla dvakrát mistryní Evropy.

## Kariéra
Haussernotová dostala v pěti letech od rodičů k Vánocům sadu deskových her, zaujaly ji šachy, naučila se pohybovat figurami a když ji v šesti letech rodiče přihlásili do místního šachového týmu v Lons-le-Saunier, rychle se naučila základy hry. Stala se dětskou mistryní departementu Jura, poté vicemistryní Franche-Comté. Je šestinásobnou francouzskou mládežnickou šampionkou v dívčích kategoriích: U-8 2006, U-10 2007, U-14 2008, U-14 2011, U-16 2013 a U-20 2018. Stala se také francouzskou vicemistryní v kategorii U-16 v roce 2009 a skončila třetí ve smíšené kategorii U-12 na francouzském mládežnickém šampionátu 2010.
Haussernotová získala dvě zlaté medaile na Mistrovství Evropy mládeže v šachu v dívčí kategorii U-10 v roce 2007 v chorvatském Šibeniku a v kategorii U-12 v roce 2009 v italském Fermo. V roce 2010 skončila třetí v dívčí kategorii U-12 v gruzínském Batumi. Na mistrovství světa mládeže v šachu skončila v roce 2008 ve vietnamském Vũng Tàu čtvrtá v dívčí kategorii U-10.
V roce 2007 získala titul mistryně FIDE (MFF). Titul mezinárodní mistryně (MIF) získala v roce 2017 v turecké Antalyi. Hrála za kluby Besançon, Montpellier, Cannes a nakonec za Mylhúzy.
V srpnu 2017 se Haussernotová stala vicemistryní Francie na turnaji žen v Agenu, o rok později v Nîmes skončila třetí. O měsíc později hrála za stříbrný francouzský tým ve Mitropa Cupu žen v maďarském Balatonszárszó. V říjnu 2017 skončila čtvrtá na mistrovství Evropy Akademie šachových profesionálů v kategorii žen v rapid šachu v Monte Carlu za Alexandrou Kostěňukovou, Katerynou Lagnovou a Valentinou Guninovou. V roce 2018 v Angoulême skončila na druhém místě ve ženském mistrovství Francie v rapid šachu. Ve stejném roce získala v květnu v italském Salentu normu pro ženskou velmistryni. Poté reprezentovala Francii na olympiádě v Batumi v říjnu 2018. V prosinci 2020 se stala mistryní Francie v rapid šachu.
Živí se jako šachová trenérka, má svůj kanál na Twitch.tv.

## Soukromý život
Rodiče žili v době narození Cécile Haussernotové v Chicagu. Odtud se v roce 2004 natrvalo přestěhovali do Lons-le-Saunier. Cécile žije se svým snoubencem, gruzínským mezinárodním mistrem (a rovněž dvojnásobným mistrem Evropy mládeže) Giorgim Sibašvilim v Tbilisi, s kterým se seznámila v roce 2018 na týmovém šampionátu v Turecku.